# Pseudoxyrhopus analabe
Pseudoxyrhopus analabe — вид змій родини Pseudoxyrhophiidae. Ендемік Мадагаскару.

## Поширення і екологія
Pseudoxyrhopus analabe мешкають на північному сході острова Мадагаскар, де вони спостерігалися в заповіднику Анджанахарібе-Суд та в Національному парку Макіра. Вони живуть у вологих тропічних лісах, на висоті 1000 м над рівнем моря.

## Збереження
МСОП класифікує стан збереження цього виду як близький до загрозливого. Pseudoxyrhopus analabe загрожує знищення природного середовища.